# Mao Mao: Heroes of Pure Heart
Mao Mao: Heroes of Pure Heart (Mao Mao: Héroes de puro corazón en Hispanoamérica y Mao Mao en España) es una serie de televisión animada estadounidense creada por Parker Simmons para Cartoon Network. Se trata de una coproducción entre Cartoon Network Studios y Titmouse, estrenada el 1 de julio de 2019 y finalizó el 17 de julio de 2020. El programa se basa en el corto teaser independiente I Love You Mao Mao, que Simmons había producido inicialmente para el anual de Titmouse Inc. "5-Second Day" en 2014 y posteriormente publicado en Newgrounds.

## Sinopsis
Mao Mao: Heroes of Pure Heart se centra en su personaje principal, el sheriff Mao Mao, un gato atrevido que tiene grandes intenciones de acción y aventura. Durante una de sus aventuras, se queda atrapado en un pueblo lindo y tierno llamado Pure Heart Valley con su compañero Badgerclops, un tejón armado de cyborg, y conoce a Adorabat, una linda murciélaga. Juntos, los tres emprenden aventuras para proteger a los ciudadanos de Pure Heart Valley (Valle Puro Corazón en Latinoamérica, Corazón Puro en España) de las fuerzas del mal.

## Personajes

### Personajes principales
- Sheriff Mao Mao (con la voz de Parker Simmons), un Gato de pelaje o color negro que se queda atrapado en Pure Heart Valley, donde pasa tiempo ayudando a los ciudadanos. Es heroico y capaz, pero puede ser un poco narcisista. Sin embargo, antepone a otros y se preocupa por el bienestar de sus amigos y la gente de Pure Heart Valley. Gran parte de sus inseguridades personales se derivan de una vida de ser ignorado por su heroica familia. Mao Mao originalmente tenía una cola, pero la perdió durante una aventura con su compañero original, Bao Bao, mientras escapaba de un monstruo. Él y su compañero Badgerclops viven juntos en una pequeña casa y crían a Adorabat juntos para convertirse en uno de los héroes más grandes de la historia y cumplir con las expectativas de su familia. Él maneja una espada katana que produce una luz intensa que llamó "Geraldine".
- Badgerclops, Colosal en Latinoamérica y Ojotejón en España (con la voz de Griffith Kimmins), un atrevido tejón cyborg con un brazo robótico y un parche en el ojo, es amigo y compañero de Mao Mao. Se aventura principalmente por comida y, a pesar de estar bien equipado, prefiere no ser violento. A pesar de esto, siempre se queda al lado de Mao Mao por su bienestar para mantenerlo a salvo de su comportamiento autodestructivo. Solía ser parte de una pandilla llamada Thicket Thieves (Los Ladrones del matorral en Latinoamérica), antes de unirse a Mao Mao. En los cortos piloto, originalmente era un oso polar llamado Bearclops.
- Adorabat (con la voz de Lika Leong), una linda murciélago azul de cinco años que reside en Pure Heart Valley y anhela ser una aventurera, y se une a los héroes de Pure Heart como uno de los compinches y ayudantes de Mao Mao. Ella es una luchadora entusiasta  que admira a su héroe y figura paterna Mao Mao, y en quien desea convertirse algún día. Aunque apenas se muestra, asiste a la escuela primaria donde parece ser la mejor estudiante, y quien controla a todos los demás.

### Antagonistas

#### Sky Pirates (Piratas del Cielo en Latinoamérica)
- Orangusnake, Cobrangután en Latinoamérica y Serpiengután en España (expresado por Christopher McCulloch), un capitán pirata híbrido de orangután y serpiente que quiere robar el Ruby Pure Heart para conquistar el mundo. En realidad, es un dúo criminal llamado Coby (serpiente) y Tanner (orangután) que después de un fatídico encuentro con Mao Mao y Bao Bao renunciaron a las esperanzas de proseguir con sus "malévolos" planes. Durante una tormenta en la que se encontraban buscando fruta estos se funcionan,logrando una apariencia tenebrosa.Como lo presentan en los capítulos iniciales, decidieron funcionarse para convertirse en el villano más legendario por existir en el mundo.

- Ramaraffe, Rudarafa en Latinoamérica (con la voz de Debra Wilson), una mujer pirata cibernética con la capacidad de estirar el cuello. Se la ha visto ser buena pensando en planes.

- Boss Hosstrich, Jefe Avestruz en Latinoamérica y España (expresado por McCulloch), un pirata cibernético avestruz con acento y vestimenta sureños. Tiene la capacidad de disparar huevos de un cañón en el pecho, y es todo un caballero.

- Ratarang (expresado por Simmons), un pirata rata que puede convertirse en un boomerang, y que a menudo habla de su madre.

- Beefmaster, Robustoro en Latinoamérica, un gran búfalo de agua con un collar hecho de huesos. Cayó del barco en el primer episodio y no se lo ha vuelto a ver desde entonces.

- Thunder Fist, Puños de Trueno en Latinoamérica, un gorila que puede producir electricidad de sus manos. Igualmente cayó del barco.

- Steel Wing, Alas de Acero en Latinoamérica y España (con la voz de Tommy Blacha), un wyvern con alas de metal, literalmente. Cayó del barco, debido a que sus alas eran demasiado pesadas para volar.

#### Thicket Thieves
- Tiny Toad (con la voz de Mark Sheppard), el líder que es una rana cyborg con un monóculo y un fuerte acento inglés.
- Bullmozer (expresado por Simmons), un topo con brazos y gafas cibernéticas.
- Ratracer (con la voz de Lisa O'Hare), una rata hembra con una rueda en lugar de patas.

#### Otros
- Rufus (con la voz de Julian Barratt), un zorro astuto que estafa a Sweetypies of Pure Heart Valley.
- Reggie (con la voz de Rich Fulcher), un mapache compañero de Rufus.

### Personajes Secundarios

#### Residentes de Pure Heart Valley
- Rey Snugglemagne the 25th, Rey Acurrumagno XXV en Latinoamérica y Rey Melenacuqui XXV en España (con la voz de Simmons), el rey león fofo de Pure Heart Valley. Es vanidoso y afeminado, pero puede ser muy manipulador y se muestra que también tiene un lado escandaloso.
- Scoops (con la voz de Wilson), una pequeña burro que publica las noticias en Pure Heart Valley.
- Camille (con la voz de Wilson), una camaleón y usuaria de magia real de Pure Heart Valley.
- Honey, Miel en Latinoamérica y España una ardilla voladora y la silenciosa aprendiz de Camille.
- Pinky, Rosadito en Latinoamérica y Rosito en España (con la voz de Kimmins), un pequeño rinoceronte rosado que los residentes de Pure Heart Valley consideran inquietante.
- Ketchup (con la voz de Wilson), una gopher rosa esponjosa con intereses extraños.
- Kevin (expresado por Kimmins), una pequeña ardilla azul sin dedos.
- Chubbum, Sapillo en Latinoamérica y Mofleto en España (con la voz de Blacha), una rana tonta que es muy amigable.
- Mail Mole,Cartero Topo en Latinoamérica y España (con la voz de Chris Prynoski), un topo que está ansioso por hacer el trabajo.
- Ol 'Blue', Azul en Latinoamérica y Azulón en España (con la voz de Blacha), un ciudadano de Pure Heart Valley que es terapeuta y no se impresiona fácilmente.
- Marion (con la voz de Wilson), una yegua en Pure Heart Valley que siempre está trabajando.
- Benny (expresado por McCulloch), un perro amarillo que es ciudadano de Pure Heart Valley. Siempre se ve junto a Penny.
- Penny (con la voz de Leong), una perra rosada que es ciudadana de Pure Heart Valley. Siempre se ve junto a Benny.
- Farmer Bun (con la voz de Simmons), un conejo rosa con un gran sombrero naranja en Pure Heart Valley.
- Muffins, Magda en España (con la voz de Leong), un ratón en Pure Heart Valley que hornea muffins. A Adorabat no le gusta.
- Silly Billy (con la voz de Blacha), un elefante violeta que es presentador de noticias en Pure Heart Valley.
- Clark (expresado por Leong), un pequeño sello azul que es reportero de noticias en Pure Heart Valley.
- Professor (con la voz de Andy Daly), el maestro en la escuela de Adorabat en Pure Heart Valley.

#### Familia de Mao Mao
- Shin Mao (con la voz de Clancy Brown), el padre de Mao Mao, que parece tener una relación tensa con él. Le regaló a Mao Mao su espada dorada mientras le daba a sus hermanas armas más impresionantes. Se revela que él es pequeño como Mao Mao y finalmente aprende a apreciar más a su hijo.
- Brunhilde Mao, Brujilda en Latinoamérica, una gran caballero con una lanza dorada que puede perforar cualquier cosa.
- Un ninja con una bufanda dorada que le otorga al usuario un vuelo supersónico.
- Un monje con un sombrero dorado que puede almacenar artículos infinitos.
- Un artista marcial con brazaletes dorados que otorgan una defensa impenetrable.
- Un hechicero con contactos oculares dorados que ofrecen una vista increíble.
- La madre de Mao Mao, que una vez le informó a su hijo que su padre estaba de visita.
- Tío Jim Jim (expresado por Simmons), tío de Mao Mao que, a pesar de ser un espíritu, todavía está técnicamente vivo y posiblemente es un bárbaro.
- Gran-Gran Abuelo Paternal Twig (expresado por Kimmins), el abuelo de Mao Mao que era un guerrero de sumo.
- La tía abuela barba negra (expresada por Colleen Clinkenbeard), la tía de Mao Mao que era un guerrero pirata.

### Otros
- Bao Bao (expresado por Prynoski), el compañero original de Mao Mao, un perro común con una espada que hace trucos increíbles. Aparentemente, Mao Mao no es consciente del hecho de que es incapaz de pensar libremente ya que "traicionó" (en realidad se distrajo con una mariposa) y lo dejó. Mao Mao finalmente acepta que tiene una mente propia.
- Bobo Chan (con la voz de Wilson), una joven monstruo que adopta Badgerclops después de verla nacer de un huevo. Ella crece rápidamente a tamaño completo después de que Badgerclops tuvo que dejarla en estado salvaje.
- Tanya Keys (con la voz de Ming-Na Wen), una mujer tanuki y examiga de Mao Mao que se gana la vida como cazarrecompensas. Le encanta meterse con él, pero quiere que sea más despreocupado como ella. Al igual que en las leyendas, tiene la capacidad de transformarse y se convierte en personas y objetos.
- Meditatin 'Melvin' (con la voz de Dana Snyder), un mono meditante que logró la capacidad de proyectar astralmente simplemente para evitar ir al dentista.

## Episodios
| Temporada | Temporada | Episodios | Episodios | Emisión original   | Emisión original      |
| Temporada | Temporada | Episodios | Episodios | Primera emisión    | Última emisión        |
| --------- | --------- | --------- | --------- | ------------------ | --------------------- |
|           | Piloto    | 2         | 2         | 3 de marzo de 2014 | 19 de febrero de 2017 |
|           | 1         | 40        | 40        | 1 de julio de 2019 | 17 de julio de 2020   |

## Producción
Cartoon Network anunció el 20 de mayo de 2019 que dieron luz verde a Mao Mao para una serie completa junto a Tig n 'Seek (originalmente titulada, Tiggle Winks). Ocho nuevos episodios fueron lanzados el 28 de junio, en la aplicación de Cartoon Network, el sitio web y VOD.
El programa se estrenó en Cartoon Network en los Estados Unidos el 1 de julio de 2019. La serie se estrenó el 13 de julio de 2019 en Cartoon Network Canadá, mientras que la serie se estrenó en Teletoon el 6 de septiembre de 2019. No se sabe cuándo se estrenará en Télétoon en francés. El show es titulado como: MaoMao: Herós du cœur pur (Héroes del corazón puro) en francés.
El episodio "Bao Bao's Revenge" se basa en el piloto del mismo nombre que vendió el programa. Según Parker Simmons, las únicas diferencias son la extensión de 11 minutos, una historia más completa y más BC/AD.

## Doblaje
El programa es distribuido a lo largo del mundo tras su doblaje, en los idiomas español y portugués, en se España hace doblaje para sí misma, en Hispanoamérica también lo hace desde México, con el portugués se hace en Brasil para sí mismo, al igual que en Portugal.
En el caso de México, el doblaje se hace por SDI Media de México (actualmente como Iyuno México)